# Annette
Annette (dawniej Palo Prieto) – obszar niemunicypalny w Kern County, w Kalifornii (Stany Zjednoczone), na wysokości 670 m.